# 리아 클라크
리아 클라크(영어: Leah Clark, 1979년 ~ )는 미국의 성우이다. 일본 애니메이션 《스쿨 럼블》의 에리 역, 《로자리오와 뱀파이어》의 루비 역, 《바보와 시험과 소환수》의 미나미 역이 대표작이다.

## 성우 출연작 목록

### 일본 애니메이션
| 제목                         | 영어 제목                           | 배역            | 비고 |
| ---------------------------- | ----------------------------------- | --------------- | ---- |
| 어떤 과학의 초전자포 S       | A Certain Scientific Railgun S      | 프렌다 세이베른 |      |
| 암살교실                     | Assassination Classroom             | 간자키 유키코   |      |
| 도쿄 레이븐즈                | Tokyo Ravens                        | 구라하시 교코   |      |
| 스쿨 럼블                    | School Rumble                       | 사와치카 에리   |      |
| 세계에서 가장 강해지고 싶어! | Wanna Be the Strongest in the World | 도요다 미사키   |      |
| 로자리오와 뱀파이어          | Rosario + Vampire                   | 도조 루비       |      |
| 네가 바라는 영원             | Rumbling Hearts                     | 스즈미야 아카네 |      |
| 동쪽의 에덴                  | Eden of the East                    | 모리미 사키     |      |
| 네기마                       | Negima!                             | 미야자키 노도카 |      |
| 뱀부 블레이드                | Bamboo Blade                        | 미야자키 미야코 |      |
| 오란고교 호스트부            | Ouran High School Host Club         | 아야노코지      |      |
| 소울 이터                    | Soul Eater                          | 블레어          |      |
| 개구리 중사 케로로           | Sgt. Frog                           | 히나타 후유키   |      |
| 바보와 시험과 소환수         | Baka and Test                       | 시마다 미나미   |      |
| 프리징                       | Freezing                            | 간나즈키 미야비 |      |